# Dicaelus laevipennis
Dicaelus laevipennis är en skalbaggsart som beskrevs av Leconte. Dicaelus laevipennis ingår i släktet Dicaelus och familjen jordlöpare. Inga underarter finns listade i Catalogue of Life.